# Bruddesta fiskerleje
Bruddesta fiskerleje er et tidligere fiskerleje antagelig fra begyndelsen af 1800-tallet. Fiskerlejet ligger ved Stenkusten lige nord for Äleklinta på Øland.
I fiskerlejet findes ni små fiskeboder opført af ølandskalksten og stråtækte. Bag boderne ligger der stenomgærdede stejlepladser med tørrestativer til nettene.
Mellem husene og vandet står de gamle gangspil til at trække bådene op stadig, og her ligger den gamle pælepram.
Bruddesta fiskerleje blev erklæret bevaringsværdigt i 1985.
- Boderne er opført af ølandskalksten...
- ...og tagene stråtækte.
- Gangspil til at trække bådene op.